# Nina Pontier
Nina Pontier (nacida como Josefa Pontoriero; San Juan 10 de julio de 1926 - ídem, Buenos Aires, 21 de diciembre de 2017) fue una actriz argentina.

## Filmografía
- 1966:  Ritmo, amor y juventud
- 1967:  La muchacha del cuerpo de oro
- 1967:  Marihuana
- 1967:  Los muchachos de antes no usaban gomina
- 1968:  Amor libre
- 1968:  Maternidad sin hombres
- 1969:  Un ataúd en Hong Kong

### Televisión
| Año  | Título                    | Personaje | Canal   |
| ---- | ------------------------- | --------- | ------- |
| 1967 | Cuatro hombres para Eva   |           | Canal 9 |
|      | Teatro universal          |           | Canal 9 |
|      | Sainetas unitarios        |           | Canal 7 |
|      | Teatro de Humor           |           | Canal 9 |
|      | Teatro Alegre             |           | Canal 7 |
|      | Unitario con Adolfo Stray |           | Canal 9 |